# Jonathan Aitken
Jonathan William Patrick Aitken (* 30. August 1942 in Dublin) ist ein ehemaliger britischer Politiker und war Mitglied der Conservative Party. Er wurde 1974 in das britische Unterhaus gewählt, 1992 Staatssekretär des Verteidigungsministeriums und 1994 Chefsekretär des Schatzamtes (Chief Secretary to the Treasury) im Kabinett von John Major.
1995 trat er von dieser Position zurück, verlor bei den Unterhauswahlen 1997 seinen Parlamentssitz und wurde 1999 wegen Meineids und Rechtsbeugung zu einer 18-monatigen Freiheitsstrafe verurteilt, von der er sieben Monate im Gefängnis verbüßte. Auslöser der vorausgegangenen Korruptions-Affäre war die Fernsehdokumentation Jonathan of Arabia des Enthüllungsjournalisten David Leigh von 1995. Auch aus seiner Stellung im Privy Council, dem er seit 1994 angehörte, schied er 1997 freiwillig aus. Seit 2004 ist er Mitglied in der UK Independence Party.
Jonathan Aitkens Vater William Aitken war von 1950 bis 1965 ebenfalls britischer Unterhausabgeordneter. Seine Schwester ist die irische Schauspielerin Maria Aitken. Er hat vier Kinder, darunter Zwillingstöchter und einen Sohn, sowie eine uneheliche Tochter (Petrina Khashoggi) mit der früheren Ehefrau des Waffenhändlers Adnan Khashoggi.
2018 wurde er Diakon in der anglikanischen Kirche und 2019 als Priester ordiniert.

## Schriften
- mit Michael Beloff: A short walk on the campus. Secker & Warburg, London 1966 bzw. Atheneum, New York 1966.
- The young meteors. Mit Photographien von Iain MacMillan. Secker & Warburg, London 1967 bzw. Atheneum, New York 1967.
- Land of fortune: a study of the new Australia. Secker & Warburg, London 1971. ISBN 0-436-01002-X. Bzw. Atheneum, New York 1971.
- Officially secret. Weidenfeld and Nicolson, London 1971. ISBN 0-297-00373-9.
- Nixon, a life. Regnery Publishing, Washington, D.C. und Lanham, MD 1993. ISBN 0-89526-489-7. Bzw. Weidenfeld and Nicolson, London 1993.
- Charles W. Colson : a life redeemed. Waterbook Press, New York 2005. ISBN 0-385-50811-5.
- Porridge and passion. Continuum, London und New York 2005. ISBN 0-8264-7630-9.
- Heroes and contemporaries. Continuum, London und New York 2006. ISBN 0-8264-7833-6 bzw. ISBN 0-8264-9441-2.
- John Newton : from disgrace to Amazing grace. Vorwort von Philip Yancey. Continuum, London und New York 2007. ISBN 978-0-8264-9384-2. ISBN 0-8264-9384-X. ISBN 0-8264-9383-1. Auch als Audiobuch in CD-Form bei Crossway Audio, Wheaton, IL 2007. ISBN 978-1-4335-0141-8 bzw. ISBN 1-4335-0141-4.
- Prayers for people under pressure. Crossway Books, Wheaton, Ill. 2008. ISBN 978-1-4335-0131-9.
- Nazarbayev and the making of Kazakhstan. Continuum, London und New York 2009. ISBN 978-1-4411-5381-4. ISBN 1-4411-5381-0.
- Kazakhstan Surprises and Stereotypes After 20 Years of Independence. Continuum Intl Pub Group, New York, NY 2012. ISBN 978-1-4411-1654-3 bzw. ISBN 1-4411-1654-0.